# 바퀴벌레 (소설)
《바퀴벌레》(노르웨이어: Kakerlakkene)는 요 네스뵈의 1998년 범죄 스릴러 소설로, '형사 해리 홀레 시리즈'의 두 번째 작품이다. 전편의 오스트레일리아에 이어 태국 방콕에서 벌어지는 살인사건을 파헤치는 내용이다. 대한민국에는 2016년 비채에서 문희경 번역으로 출간되었다.